# Desmomys harringtoni
Desmomys harringtoni là một loài động vật có vú trong họ Chuột, bộ Gặm nhấm. Loài này được Thomas mô tả năm 1902.
Loài chuột này chỉ được tìm thấy ở Ethiopia. Môi trường sống tự nhiên của nó là rừng núi ẩm nhiệt đới hoặc cận nhiệt đới và rừng cây bụi ẩm nhiệt đới hoặc cận nhiệt đới.